# Karditsa
Kardìtsa  (in greco Καρδίτσα?) è una città greca situata nella regione della Tessaglia (unità periferica di Karditsa) con 57089 abitanti secondo i dati del censimento 2001
A seguito della riforma amministrativa detta Programma Callicrate in vigore dal gennaio 2011 che ha abolito le prefetture e accorpato numerosi comuni, la superficie del comune è passata da 110 a 647 km² e la popolazione da 37768 a 57089 abitanti 

## Storia
La città, sita nel centro della pianura tessala, nasce agli inizi del Settecento anche se la prima notizia documentata sulla sua esistenza risale alla metà del Settecento (iscrizione presso I.M. Αγ. Τριάδας - Δρακότρυπα / Monastero della S.S. Trinità di Dracotrypa). Nel 1810 viene citata dal viaggiatore inglese, colonnello della marina, William Martin Leake, noto per le sue numerose ricognizioni nei siti della Grecia classica. Nel 1821 la città risulta quasi deserta a causa della peste che colpì gran parte del territorio, ma già verso la metà del secolo contava 400 nuclei familiari. La sua vera rinascita avviene nel 1881 dopo le guerre di liberazione dal dominio ottomano. Nel 1882 viene proclamata Comune. È la prima città europea ad essere liberata dall'occupazione tedesca, il 2 settembre 1943.
Gli abitanti, secondo il censimento del 2001, erano 32252, più del doppio rispetto al censimento del 1950 che risultavano circa 14000.

## Geografia fisica
La cittadina è situata al centro della Grecia, non distante da Larissa. Essa conta 5 frazioni quali Agiopigi, Artesiano, Karditsomagoula, Palioklissi e Rousso.

## Monumenti e luoghi di interesse

### In città
- La Cattedrale di San Costantino del XIX secolo con affreschi del pittore Dimitris Yoldassis.
- La chiesa della Fonte della Vita “Ναός της Ζωοδόχου Πηγής” del XIX secolo, con un'iconostasi ligneo finemente intagliato.
- Il Museo Archeologico[5]
- Il Museo Comunale del Folklore che espone oggetti e costumi tradizionali ed oggetti personali di Nikolaos Plastiras.
- Il parco cittadino Pafsilipo.

### Nei dintorni
A soli 3 km, a ovest del centro della città, si trova il bosco di Paparantza o dei mille alberi, residuo dell'antica foresta che ricopriva l'intera pianura.
Nella stessa direzione e a 9 km da Karditsa, sorge il paese di Metropolis, identificato con l'antica città dell'Estiotide. La sua crescita maggiore è documentata durante il periodo ellenistico e romano. I lavori di scavo degli ultimi decenni hanno messo in luce molte testimonianze archeologiche. Su un altopiano a circa 2 km ad ovest della moderna città di Metropolis è il tempio di Apollo. Gli scavi hanno portato alla luce un tempio dorico con dimensioni interne di 31,00 x 13,75 m. Il tempio aveva cinque colonne doriche sui lati brevi e undici su quei lunghi ed era dedicato ad Apollo, secondo una stele votiva rinvenuta nella navata centrale. Il tempio fu distrutto da un incendio nel II secolo a.C.

Nella stessa direzione, a 18 km da Karditsa e a 800 m. di altitudine, si trova il Monastero di Corona dedicato alla Nascita di Maria “Μονή Κορώνας - Γενέσιον της Θεοτόκου”. Il Monastero, fondato nel 1123 durante il regno della dinastia Comnena, venne ricostruito agli inizi del XVI secolo e presenta affreschi del 1587 del pittore monaco Daniele (Δανιήλ).
Nel monastero è custodita la reliquia (cranio) del patrono di Karditsa San Serafino “Αγιος Σεραφείμ"
Karditsa è una delle città più ciclabili della Grecia, con un'estesa rete di piste. Circa il 30% dei trasporti urbani, secondo l'Università tecnica nazionale di Atene, si svolge in bicicletta.